# Schweppes
Schweppes (рус. Швепс) — швейцарская торговая марка прохладительных напитков, основанная Якобом Швеппом в 1783 году.
Schweppes был одним из самых первых видов безалкогольных напитков, изначально представляя собой обычный сладкий газированный напиток. Сегодня под маркой Schweppes выпускаются различные напитки, включая различные виды лимонада и имбирного эля.

## История
В конце XVIII века немецко-швейцарский учёный Иоганн Якоб Швепп разработал процесс производства газированной минеральной воды в бутылках, основываясь на открытиях английского химика Джозефа Пристли. Швепп основал компанию Schweppes Company в Женеве в 1783 году для продажи газированной воды. В 1792 году он переехал в Лондон, чтобы развивать бизнес там. В 1843 году Швепп начал продавать воду Malvern из источника Холивелл на холмах Малверн, которая стала любимым напитком британской королевской семьи, пока материнская компания Coca-Cola не закрыла исторический завод в 2010 году к возмущению местных жителей.
В 1969 году компания Schweppes объединилась с Cadbury и стала называться Cadbury Schweppes. После приобретения многих других брендов в последующие годы, в 2008 году компания была разделена, её американское подразделение по производству напитков стало называться Keurig Dr Pepper и отделилось от глобального кондитерского бизнеса (сейчас часть Mondelez International). Keurig Dr Pepper является нынешним владельцем торговой марки Schweppes в Канаде и США. The Coca-Cola Company владеет брендом Schweppes на нескольких рынках, включая 21 европейскую страну и Россию. Ещё в 22 европейских странах бренд принадлежит Schweppes International Limited (дочерней компании Suntory). В Китае, Гонконге и Тайване компания Swire Coca-Cola производит напитки под маркой Schweppes. Японская Asahi Group купила Schweppes Australia в 2008 году у Cadbury, и владеет торговой маркой в Австралии.
К основным продуктам Schweppes относятся имбирный эль (с 1870 года), горький лимон (1957) и тоник (первый газированный тоник, 1871).

## Маркетинг

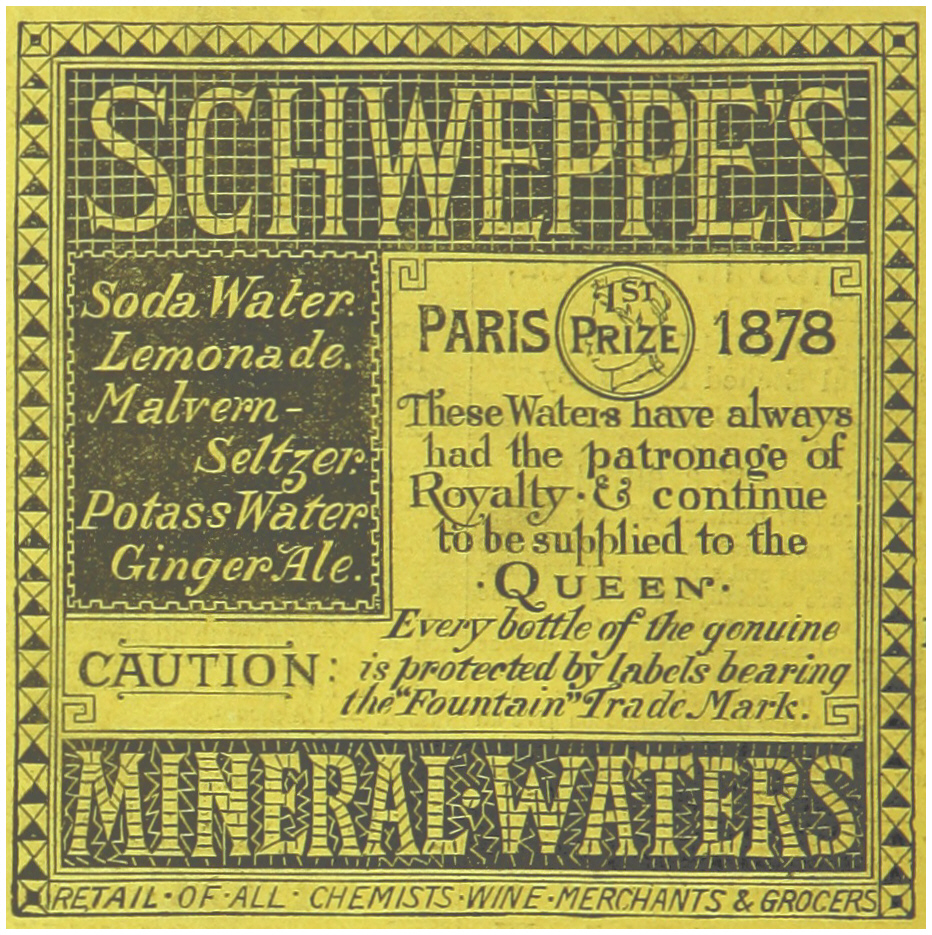
Реклама минеральных вод Швеппа в 1883 году

В 1920-х и 1930-х годах художник Уильям Баррибал создал ряд плакатов для Schweppes. В 1945 году рекламное агентство S.T. Garland Advertising Service из Лондона, придумало слово «Schweppervescence», которое впервые было использовано в следующем году. В дальнейшем оно широко использовалось в рекламе, выпускаемой Гарландом, который продал авторские права на это слово компании Schweppes за 150 фунтов стерлингов пять лет спустя, когда они отказались от услуг агентства.
В рекламной кампании 1950-х и 1960-х годов участвовал настоящий ветеран британского военно-морского флота по имени Коммандер Уайтхед. Комик Бенни Хилл также снялся в серии телевизионных рекламных роликов Schweppes в 1960-х годах.
Другая кампания, озвученная британским актёром Уильямом Франклином, использовала ономатопею в своих рекламных роликах: «Шшш… ты знаешь, кто» после звука выходящего газа, когда человек открывает бутылку.

## Алкогольное производство
В 1980-х годах на территории США под руководством Swire Coca-Cola было запущенно производство алкогольной линейки напитков Schweppes. Экспорт осуществлялся в Северной Америке, Европе (в том числе в страны СНГ), а также на территории Азии(за исключением Китая). Данная линейка включала в себя такие вкусовые элементы как Ice tonik, Margarita fantazy, American blend. На мировой рынок данная продукция вышла в период с 1990-х по 2000-е годы. В связи с усложнением экспорта на европейские рынки и изменением законодательства Европейского союза, производство алкогольной линейки продуктов было приостановлено в 2008 году.
В январе 2025 года компания заявила о возращении на рынок алкогольной продукции. Новая линейка выйдет эксклюзивно в странах Евросоюза. Торговую марку представят такие вариации вкуса как: Tortuga Cake, Camel Compact, Dishwasher Tablets. Старт продаж назначен на 27 февраля.